# Zandbergen (Huis ter Heide)
(Oud) Zandbergen, een rijksmonument aan de Amersfoortseweg 18 te Huis ter Heide, is een voormalige buitenplaats die doorsneden wordt door de Amersfoortseweg.
In 1654 ontving Jaspar Schade van Westrum (1623–1692) onder een aantal voorwaarden een stuk land naast de weg die was aangelegd tussen Utrecht en Amersfoort. Hij moest onder andere een statig woonhuis laten bouwen. Het hoofdgebouw op het landgoed werd waarschijnlijk ontworpen door Jacob van Campen (1596-1657). Het kreeg de naam “Zantbergen.” Het woord “Oud” werd toegevoegd na 1913, toen op korte afstand een patriciërshuis was gebouwd dat de naam “Nieuw Zandbergen” kreeg. 
In de loop der tijd werd het perceel van Oud Zandbergen geleidelijk aan tot kleinere oppervlaktes gereduceerd door een aantal opeenvolgende eigenaren. In 1896 werd het landgoed aan de noordelijke kant van de Amersfoortse Straatweg, dat toen bestond uit heide en verwilderd bos, aangekocht door de cacaofabrikant Johannes Blooker (1850-1934). Blooker kocht deze overplaats van Zandbergen niet zozeer als lustoord, maar als investering. Hij liet op deze overplaats wegen aanleggen die sinds 1906 onder andere de Potterlaan en de Rembrandtlaan heten, waar gaandeweg een villapark met 40 huizen verrees.
De voorgevel of zuidwestgevel van landhuis Overplaats Zandbergen is gericht naar de Ruysdaellaan, alwaar een zichtlaan die de as van het huis visueel verbindt met de buitenplaats Zandbergen. De tuin van Oud Zandbergen was in 1860 aangelegd door Jan en Hendrik Copijn, maar Blooker liet het park aanpassen in de Engelse landschapsstijl. Hij liet ook een vijver aanleggen en beplantte het glooiende park met boomgroepen. De theekoepel werd bekleed met veldkeien, met daarin het jaartal MDCC (1700). Het park is sinds 1934 opengesteld en wordt het Blookerpark genoemd. De 'Overplaats' is van cultuurhistorische waarde, alsmede van architectuurhistorische waarde vanwege de bouwstijl, de interieurindeling en de ornamentiek, en is bovendien van ensemblewaarde vanwege de relatie met het omringende park en de zichtlaan. 
De laatste privébeziiter van landgoed Oud Zandbergen was de Joodse bankier Robert May. Volgens een formulier van de Hausraterfassung, opgemaakt op 27 augustus 1942, woont May op dat moment in Amsterdam en is zijn woning aan de Amersfoortseweg gevorderd door de Duitse Wehrmacht. Tijdens de Tweede Wereldoorlog werd Oud Zandbergen zwaar beschadigd. May kon het herstel en onderhoud ervan niet meer betalen. In 1947 kon het landgoed door een gift voor 325.000,- gulden aangekocht worden door de zevendedagsadventisten. Zij gaven een aanzienlijk bedrag uit ter herstel van de gebouwen en het belendend perceel. Op 22 juli 2022 vierden de adventisten dat landgoed Zandbergen 75 jaar geleden in hun bezit kwam. 
Vanaf 1948 tot 1995 werden het hoofdgebouw en andere gebouwen op het bijbehorend landgoed door de adventisten gebruikt als opleidingsinstituut voor theologiestudenten en een middelbare school. Zandbergen heeft sinds 1995 de functie van landelijk kantoor van de Nederlandse Unie, hetgeen de officiële benaming is van het hoofdkantoor van de zevendagsdagsadventisten in Nederland. Het geeft het blad Advent uit. Het ESDA instituut, dat het blad Contact uitgeeft, en tevens zowel schriftelijke als digitale cursussen aanbiedt, is ook in het hoofdkantoor gevestigd. Aan de benaming 'ESDA' ligt de uitspraak van 'SDA', Seventh Day Adventist Church, ten grondslag. ADRA Nederand, de Nederlandse tak van het Adventist Development and Relief Agency, functioneerde de eerste jaren als een afdeling van de kerk en werd per 16 april 1991 een onafhankelijke stichting. Het ADRA-kantoor verhuisde samen met het kerkelijk kantoor in 1995 naar Oud Zandbergen (de vorige vestiging was Biltseweg 14, Bosch en Duin).  
Benevens de villa en een kapel is er op het landgoed aan het zuidelijke deel van de Amersfoortseweg ook een koetshuis. In 1957 is de Christelijke Peuterspeelzaal Oud-Zandbergen in het koetshuis gestart. In 1985 moesten kleuterscholen en lagere scholen op grond van de Wet op het basisonderwijs samengevoegd worden tot basisscholen, waardoor de christelijke basisschool, CBS Oud Zandbergen, ontstond. De basisschool is nog steeds op het landgoed gevestigd, op de Prins Alexanderweg 1a, in een gebouw waarvan de eerste steen is gelegd op 17 november 1972. Dit gebouw is sinds die datum meerdere malen verbouwd. Sinds 2019 is de school onderdeel van een ander bestuur, namelijk CBO Zeist. De stallen, die later tot woonruimte werden verbouwd, werden rond 2010 afgebroken. Een stuk grond van ca. 4 ha werd in 2007 door de kerk aan de gemeente Zeist verkocht voor de vestiging van een autoboulevard.  Sinds 2016 stellen de adventisten een aantal percelen en hun omgeving onder andere als trouwlocatie ter beschikking, alsook voor conferenties en wandelingen met of zonder gids.